# 比斯坎灣街道賽道
比斯坎湾街道赛道是一条街道赛道，仅在2015年3月14日用于舉辦電動方程式比賽邁阿密電動大獎賽。这条赛道位于迈阿密市中心的心脏地带，沿着比斯坎湾的海岸建設。赛道除了經過麦克阿瑟湾外，还环绕着NBA篮球队迈阿密热火队的主场美国航空球馆。赛道是一條逆時針賽道，全長2.17公里，有8個彎。 

## 車手意见

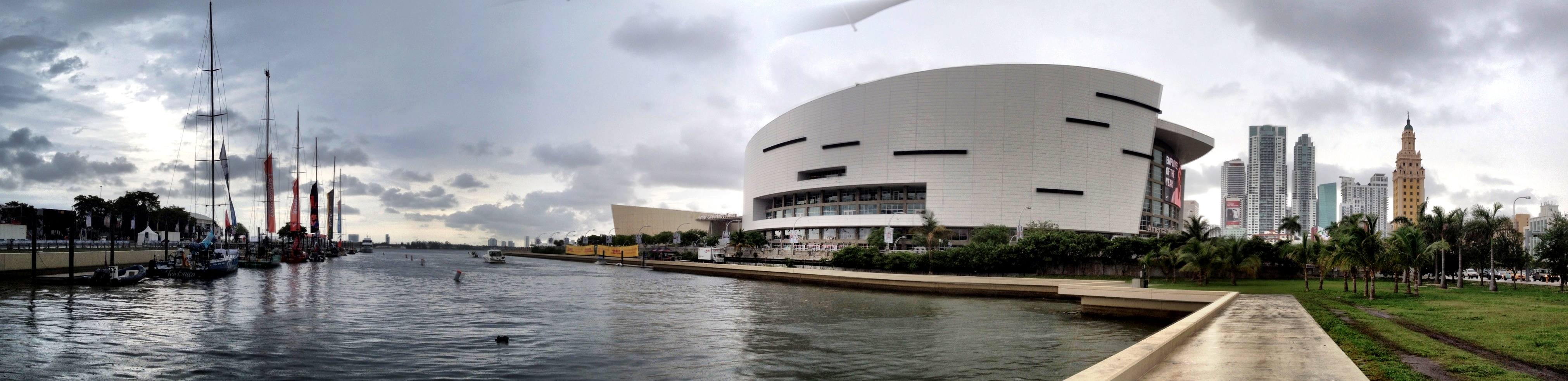
美國航空球館旁边的比斯坎湾

安德雷蒂車手的弗兰克·蒙塔尼說 ：“我们可以期待一场非常好的赛事，因为赛道上有很多长直道和慢速弯道，所以这肯定有助于超车。第1、2 和3号弯将是赛道的棘手部分，我们必须小心駕駛，以免塞車撞牆。看起来我们应该能够在第4、5、6、7、8號彎嘗試超越前車——这些都是可以采取一些行动的彎道。” 